# Platymetopius surchanensis
Platymetopius surchanensis är en insektsart som beskrevs av Dubovsky 1970. Platymetopius surchanensis ingår i släktet Platymetopius och familjen dvärgstritar. Inga underarter finns listade i Catalogue of Life.